# زرین گل (خدابنده)
زرین گل (خدابنده)، روستایی از توابع بخش مرکزی شهرستان خدابنده در استان زنجان ایران است. این روستا در فاصله 20 کیلومتری جنوب شرق شهر قیدار واقع گردیده که بهترین راه دسترسی آن جاده فرعی آسفالته قیدار به آبگرم می‌باشد.

شغل بیشتر ساکنین این روستا کشاورزی می‌باشد  و بیشتر اراضی این روستا زیر کشت محصولات کشاورزی آبی واقع گردیده است که منبع تأمین آب آن چاه‌های عمیق حفر شده می باشد این موضوع و همچنین احداث سد خاکی محمود آباد اخیراً باعث کاهش سطح آب های زیرزمینی و کاهش کیفیت آب آشامیدنی در این روستا شده است. عمده محصولات کشاورزی این روستا سیب زمینی، گوجه فرنگی، گندم، جو، لوبیا و گیاهان علوفه ای می‌باشد .

## جمعیت
این روستا در دهستان خرارود قرار دارد و براساس سرشماری مرکز آمار ایران در سال ۱۳۸۵، جمعیت آن ۱٬۴۰۲ نفر (۲۹۱خانوار) بوده‌است. و دارای دو طایفه اصلی فرهادی و حسینخانی می باشد. همچنین طایفه های دیگری همچون با نام خانوادگی بهرامخانی،آقایاری، اینانلو و ...نیز وجود دارد.